# Галич (Тернопільський район)

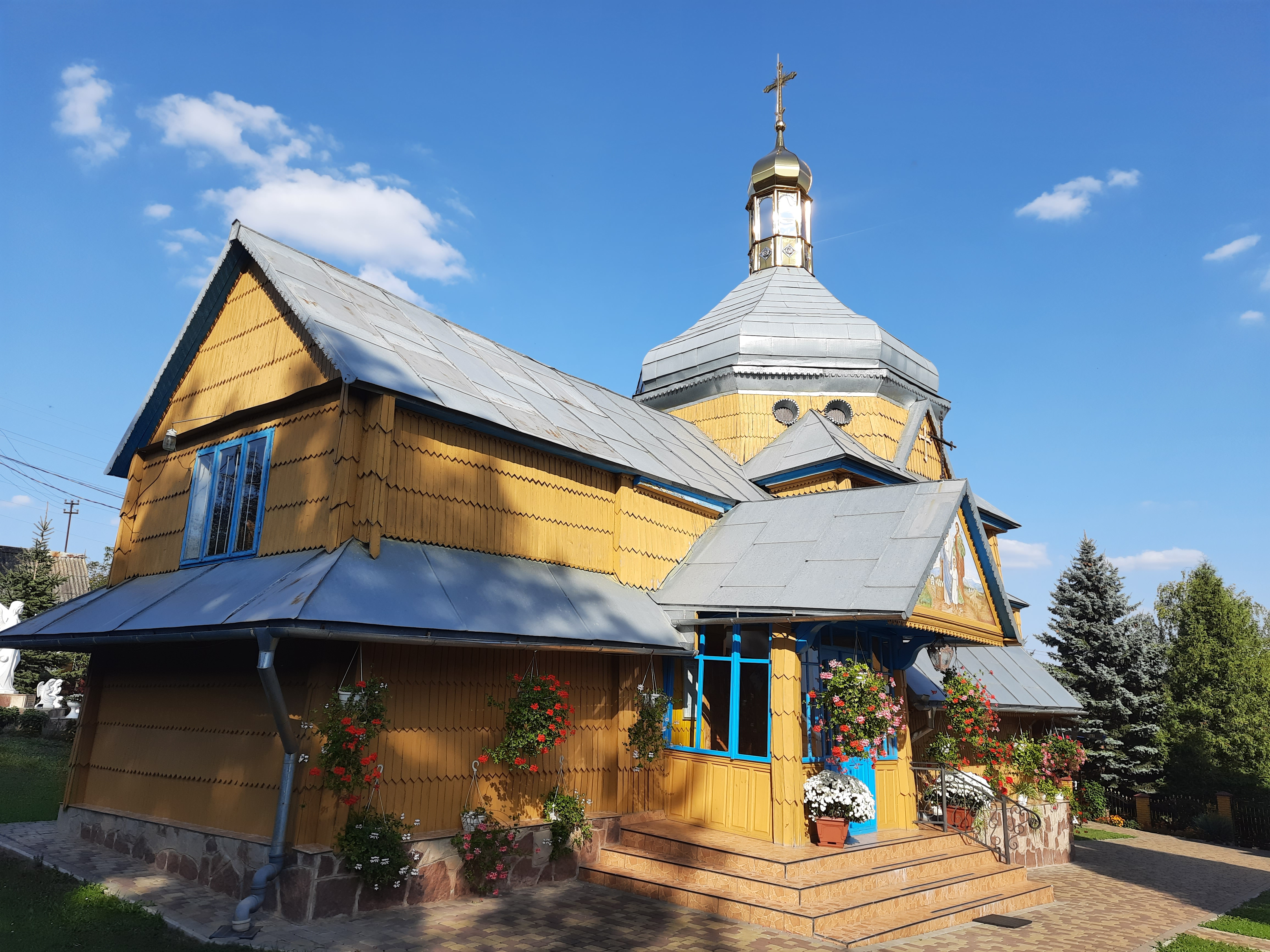
Спасо-Преображенська церква

Га́лич — село в Україні, у Підгаєцькій міській громаді Тернопільського району Тернопільської області. Розташоване на півдні району, на правому березі річки Коропець, на околиці міста Підгайці. До 1990 року належало, як і Підгайці, до Бережанського району.
Поштове відділення — Підгаєцьке. Розташоване за 1 км від центру громади (Галич — фактично передмістя Підгайців). 
Населення — 566 осіб (2001).

## Історія

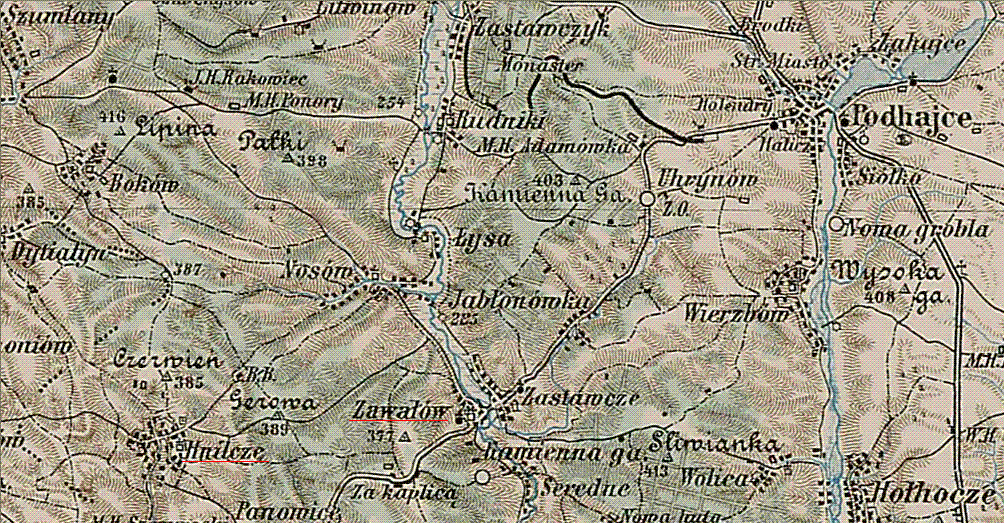
Територія навколо Галича на військовій австрійській карті

Починаючи з XVII ст., а може й XVI ст., на південь від Галицької брами Підгайців розвивалося Галицьке передмістя, яке частково взяло участь у ґенезі майбутнього села Галича. Головним храмом була церква Спаса, про яку відомо з 1701 р.; імовірно заснована раніше. Близько 1752–1800 парохом був Стефан Рудинський. Після Йосифінської касати парохію Спаса об'єднали з міською парохією Успення Богородиці. 
Галицьке передмістя розросталося на південь вздовж річки Коропець. Там на початку XVIII ст. виникла це одна церква Святого Дмитра (збудована 1728 на місці давнішої; У 1731 названа церквою Дмитра-на-Вербівському передмісті»; у 1743 — церквою Дмитра-на-Волощині). Парохом від 1709 до 1759 і довше був Іван Залужний. Імовірно ця парохія ліквідована Йосифінською касатою.
Після прийняття Галицьким крайовим сеймом у 1866 нового ґмінного статуту створено сільську ґміну Галич—Голєндра, спільну зі ще одним підгаєцьким передмістям Голєндрою. Межа між Галичем і Підгайцями (Галицьким передмістям) до середини ХХ ст. пролягала в межах нинішньої території Підгайців, близько роздоріжжя вулиць Галицької і Стуса, потім змістилася південніше.
На Галичі перебував війт, а на Голєндрі — заступник. У 1920-х війтом (солтис) на Галичі був українець Антон Пельц, потім українець Михайло Свєнціцький. Сільська управа перебувала в хаті солтиса, окремого приміщення не було.
Коли у 1920 розпарцельовано фільварок для поселення польських колоністів, що прибували з Польщі, у тому числі лемків, виникли присілки Марцелівка і Ляндівщина.
З 1911 року відомо про читальню Просвіти на Галичі, при якій згодом виник хор під керівництвом Олекси Мостового, потім Миколи Корпана. 
У 1934 реорґанізовано сільську ґміну: Галич включено до спільної ґміни зі Сільцем, Угриновом, Вербовом, Застав’ям, Загайцями, Казимирівкою, Собєсько, Поплавами (Воля Гетьманська)). Натомість Голєндра увійшла до ґміни Старе Місто вкупі з Мужиловом і Телячим. 
У 1930-их роках на Галичі діяли осередки товариств Луг, Сільський господар, Католицької акції української молоді, підпільна мережа ОУН (у 1935 році до «п'ятірки» ОУН на Галичі входили Іван Садовський, Філемон Корпан, Василь Свенціцький, Дмитро Вовчук, Іван Корпан). Близько 1937 читальня Просвіти розмістилася в хаті єврея Зельмана, який збанкротував; в одній кімнаті була бібліотека, у другій працював хор, у третій — влаштували сцену. 
У 1938 на Галичі було 180 «номерів», з них 15 польських родин і кілька єврейських.
В часі проголошення Акту відновлення Української держави 30 червня 1941 року біля колишньої церкви Дмитра насипано символічну могилу жертв більшовицького терору, її в 1945 зрівняли з землею. За німецької окупації солтисом був українець Михайло Залуцький. Ґмінна управа отримала окреме приміщення. В колишній хаті читальні, де за «перших совітів» працював кооперативний продовольчий магазин, влаштовано постерунок, де працювала українська поліція.
Станичним ОУН (термін з'явився десь тоді) у 1941—1942 був Ілля Залуцький (1921—2009).
З відновленням Радянської влади організовано сільраду, першим головою став Василь Свенціцький (1905—1994; у 1944–1951); після нього Стефанія Голуб, потім східняк Бандура, після нього східняк Погода. У 1960-х сільраду на Галичі ліквідували і перевели на с. Сільце, для яких організували спільну сільраду.
Близько 1950 року примусово створено колгосп у Галичі. За семирічки створено об'єднаний колгосп на Галичі, Вербові і Сільці.
З розгортанням партизанської війни в краю організовано Самооборонні кущові відділи; кущовим на Галичі був Гілярій Шадловський (1904—1974) десь у 1944–1949 рр.
Школи на Галичі не було, діти навчалися у Підгайцях. У 1944 році створено початкову школу у приміщенні колишньої читальні Просвіти, першим директором був фронтовик Баленко. Під час великої повені 1957 приміщення колишньої читальні було знесене водою; неподалік збудовано нову школу. Тривалий учителями на Галичі було подружжя колишніх переселенців-лемків Василь (1921–1989) і Ганна (1925–2000) Дзюбинські. На початку 1990-х років школу на Галичі закрито.
Сільраду на Галичі відновлено у січні 1992 році у приміщенні школи. Очолювали сільраду: Ярослав Жук (у 1992–1994 рр.), Віктор Гала (1994–2000), Петро Рудий, Михайло Петришин, Василь Кінаш.
12 червня 2020 року, відповідно до розпорядження Кабінету Міністрів України № 724-р «Про визначення адміністративних центрів та затвердження територій територіальних громад Тернопільської області» увійшло до складу Підгаєцької міської громади.
19 липня 2020 року, в результаті адміністративно-територіальної реформи та ліквідації Підгаєцького району, село увійшло до складу Тернопільського району.

## Населення

### Мова
Розподіл населення за рідною мовою за даними перепису 2001 року:
| Мова       | Відсоток |
| ---------- | -------- |
| українська | 99,82%   |
| російська  | 0,18%    |

## Релігія
- церква Преображення Господнього (1772, дерев'яна, ПЦУ).

## Пам'ятки
Насипана символічна могила Борцям за волю України (1992).

## Відомі люди

### У Галичі народилися
- 1919 року Іван Корпан, діяч ОУН
- 24 червня 1934 року Онуфрій Банах, доктор хімічних наук, професор
- 16 липня 1959 року Роман Купер, Народний депутат України 2-го скликання

### Дідичі
- Марцеліна Чорторийська

## Світлини

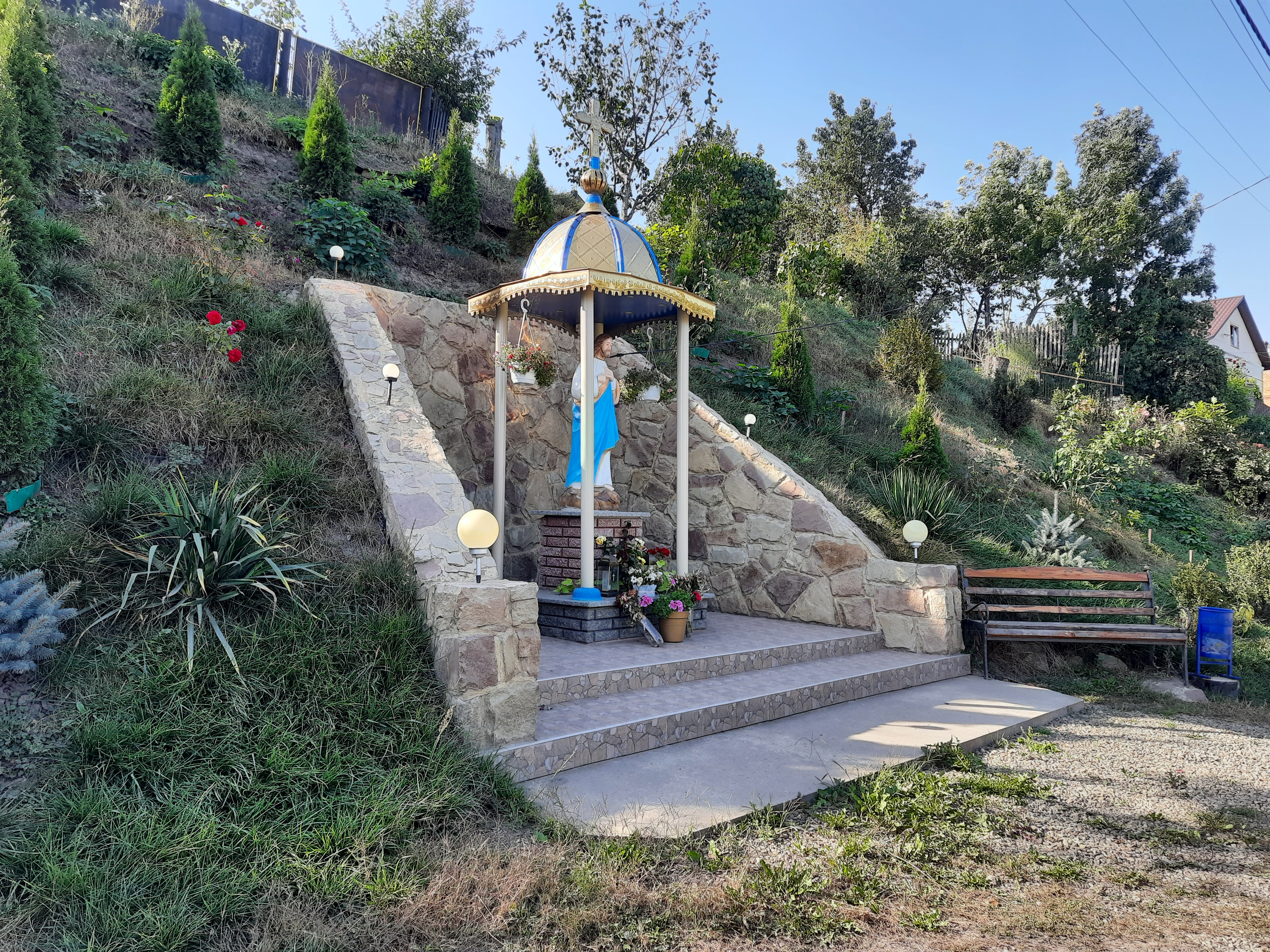
Статуя Божої Матері
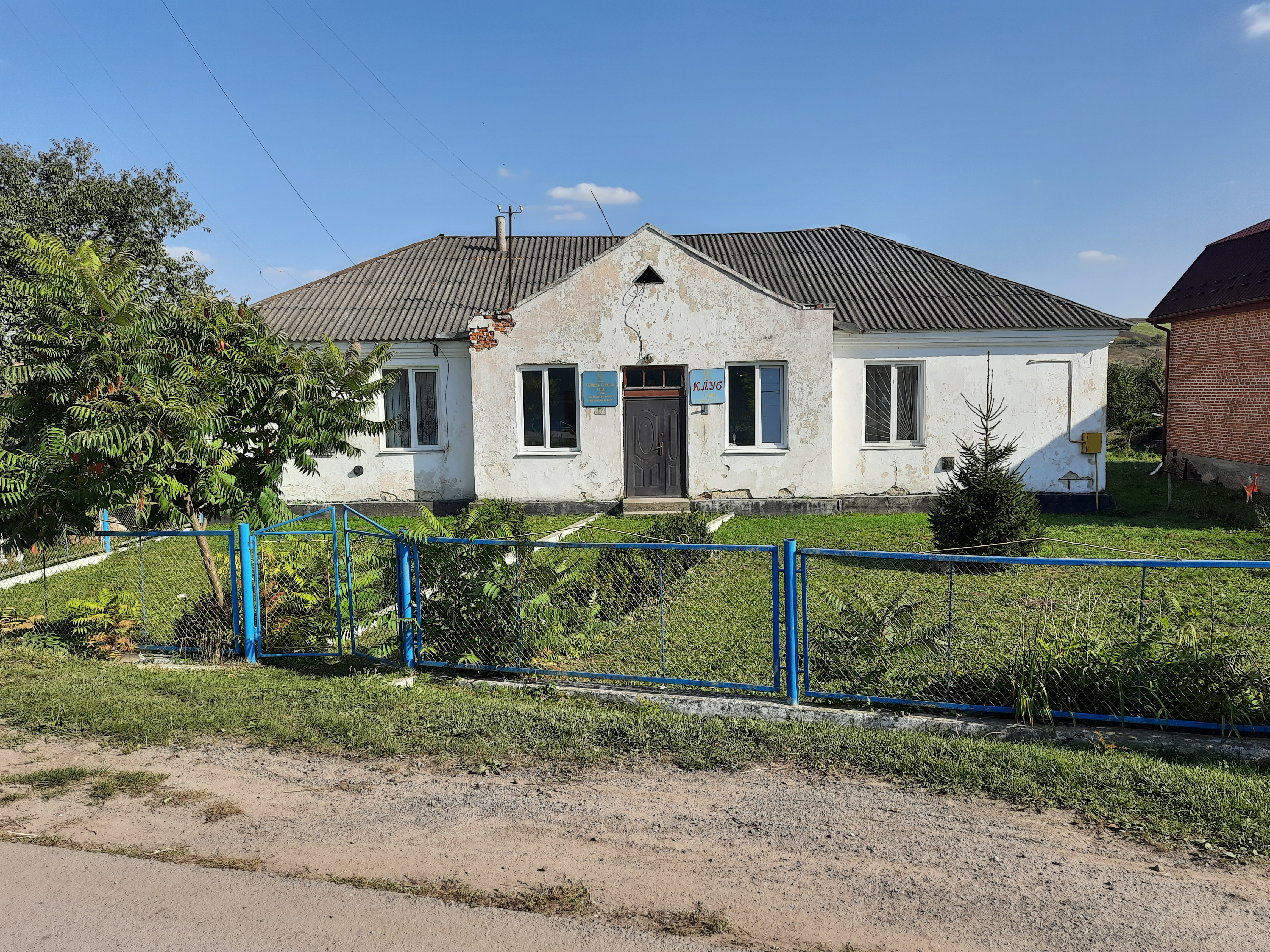
Клуб
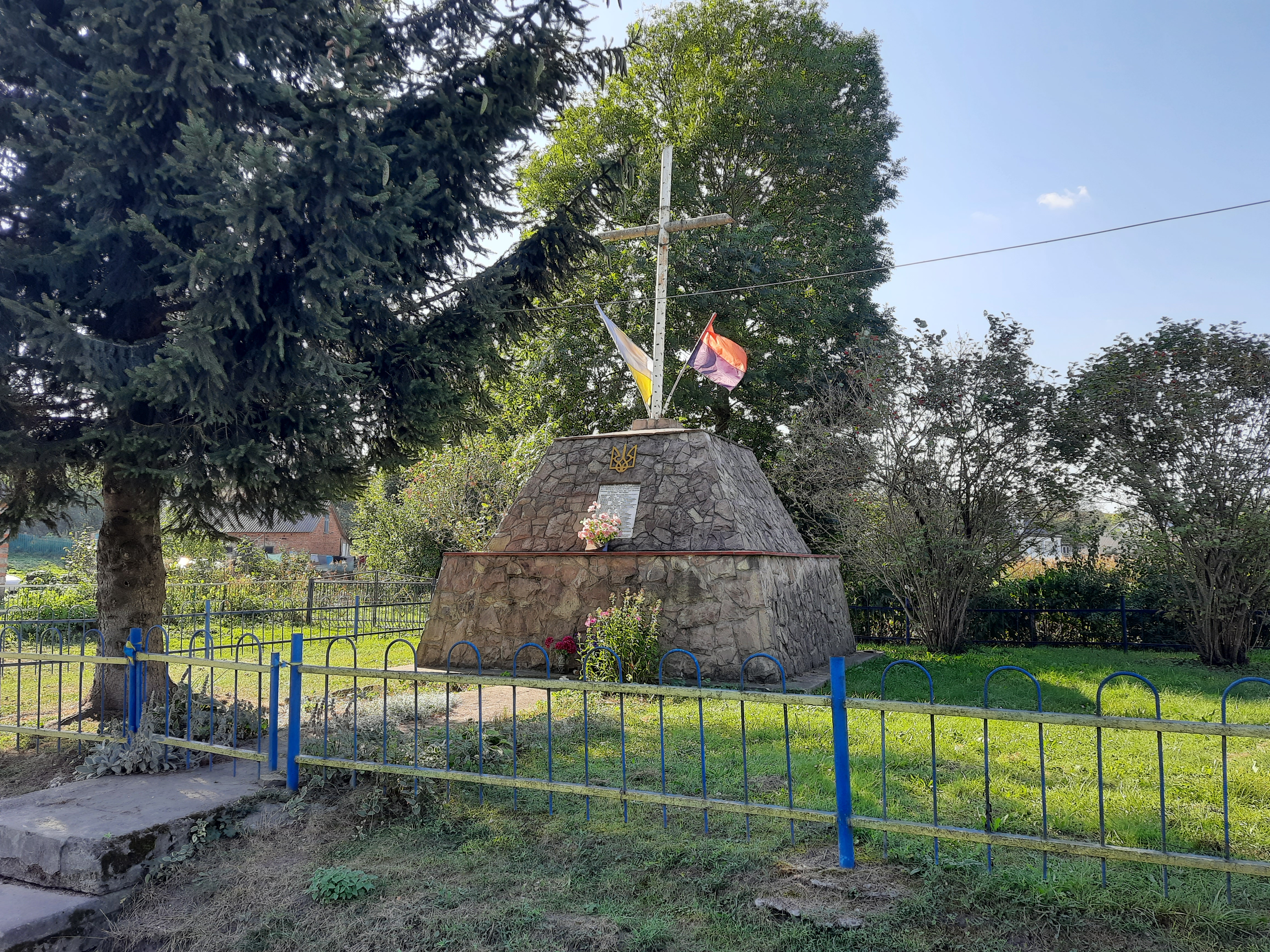
Символічна могила Борцям за волю України